# سرگئی باربارز
سرگئی باربارز (انگلیسی: Sergej Barbarez؛ زادهٔ ۱۷ سپتامبر ۱۹۷۱) بازیکن فوتبال اهل بوسنی و هرزگوین است.
از باشگاه‌هایی که در آن بازی کرده‌است می‌توان به باشگاه فوتبال هامبورگ، باشگاه فوتبال بروسیا دورتموند، باشگاه فوتبال یونیون برلین، باشگاه فوتبال هانزا روستوک، باشگاه فوتبال هانوفر ۹۶، و باشگاه فوتبال بایر ۰۴ لورکوزن اشاره کرد.
وی همچنین در تیم ملی فوتبال بوسنی و هرزگوین بازی کرده‌است.